# Rosa von Österreich

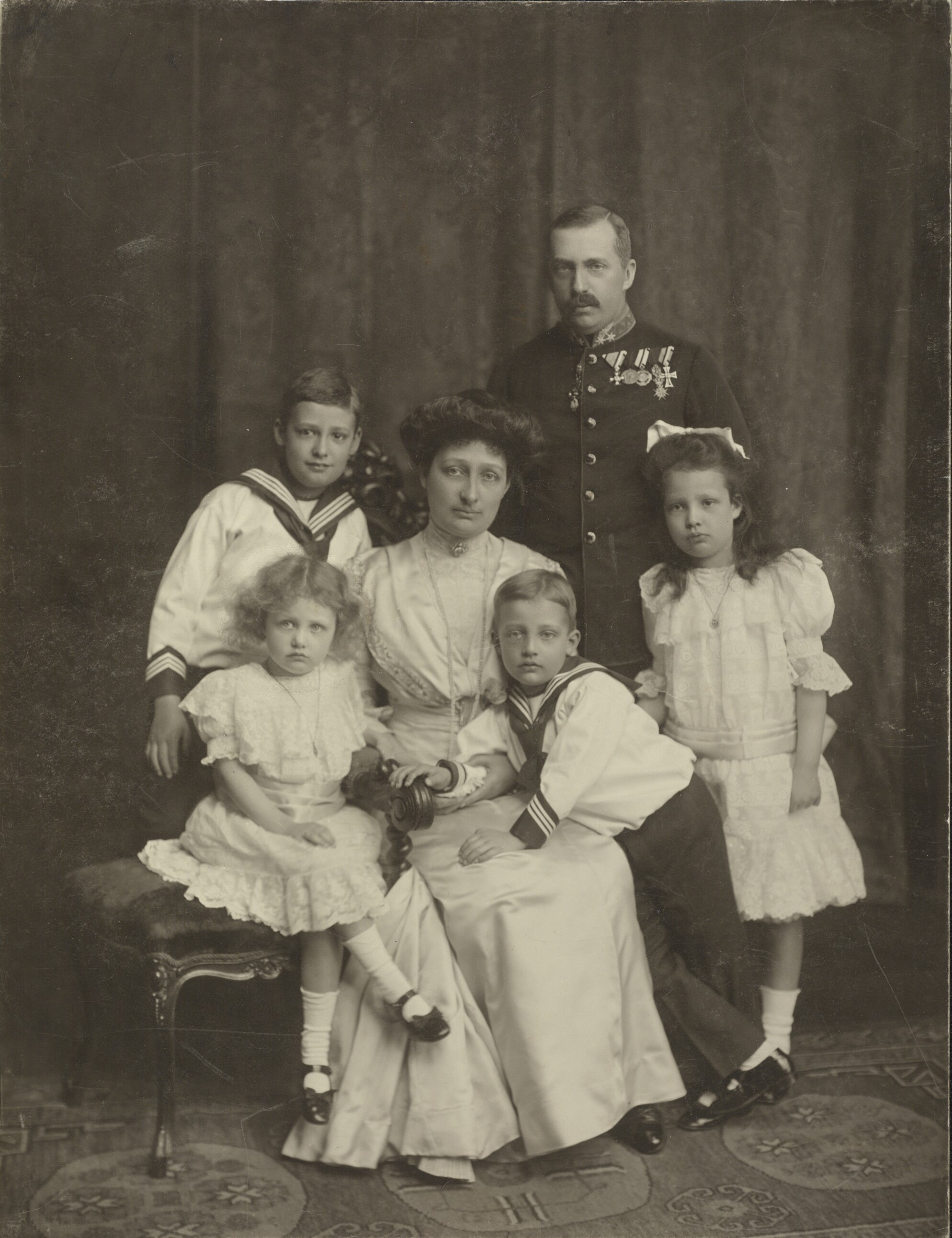
Erzherzogin Rosa (links) mit ihren Eltern und Geschwistern Gottfried, Georg und Helene, um 1909

Erzherzogin Rosa Maria Antonie Roberta Josepha Anna Walburga Carmela Ignazia Rita de Cascia von Österreich, ab 1928 Rosa Herzogin von Württemberg (* 22. September 1906 in Parsch bei Salzburg; † 17. September 1983 in Friedrichshafen) war die Tochter von Erzherzog Peter Ferdinand von Österreich-Toskana und Prinzessin Maria Christina von Bourbon-Sizilien.

## Leben
Erzherzogin Rosa wuchs mit ihren drei Geschwistern in Salzburg und Wien auf, musste aber nach dem Ende des Ersten Weltkrieges 1918 in die Schweiz emigrieren und ging in Luzern zur Schule. Zu dieser Zeit trug sie den Namen Rosa Habsburg-Lothringen. 1928 heiratete sie in Friedrichshafen den Witwer ihrer Schwester Helene, Philipp Albrecht Herzog von Württemberg, der von 1939 bis zu seinem Tod Chef des Hauses Württemberg war. Das Paar bekam sechs Kinder.

## Nachkommen
- Helene (* 29. Juni 1929 in Stuttgart; † 22. April 2021 in Althausen), ⚭ 22. August 1961 Federico Pallavicini
- Ludwig (1930–2019[3]), ⚭ 16. Februar 1960 Adelheid Frein von und zu Bodman, ⚭ 14. August 1972 Angelika Kiessig, verzichtete am 29. Juni 1959 für sich und seine Nachkommen auf etwaige Thronrechte und Mitgliedschaft zum ehemals königlichen Haus Württemberg
- Elisabeth (1933–2022), ⚭ 18. Juli 1958 Antoine von Bourbon-Sizilien (1929–2019)
- Marie Therese (* 1934), ⚭ 5. Juli 1957 Henri d’Orléans, geschieden 1984, seit der Scheidung wird sie in ihren Kreisen „Herzogin von Montpensier“ genannt
- Carl Herzog von Württemberg (1936–2022) ⚭ 21. Juli 1960 Diane d’Orléans
- Marie Antoinette (1937–2004)